# 魏宁 (北齐)
魏宁，北齐钜鹿（郡治今河北省晋州市）人。
魏宁以推算禄命，被征召为馆客。齐武成帝亲自试他，他都说中。齐武成帝就以自己的生年月，说成别人，问他。魏宁说：“这个人极富贵，但是今年入墓。”武成帝大惊：“这个人是我。”魏宁于是改变言辞：“如果是帝王，自有办法。”又有阳子术对人说：“歌谣说：‘卢十六，雉十四，犍子拍头三十二。’四八三十二是天之大数，太上皇帝之寿祚，恐不过如此。”既而武成帝驾崩，时年三十二岁。